# Arroyo Durán
Der Arroyo Durán ist ein Fluss in Uruguay.
Er entspringt in Cerrillos und unterquert wenige hundert Meter nach seiner Quelle die Ruta 36 auf seinem Weg in südwestliche Richtung. Gespeist von den drei kleineren Bächen de la Quinta und de los Perros linksseitig bzw. dem Paso Hondo rechtsseitig mündet er schließlich linker Hand in den Río Santa Lucía.